# Ifingerhütte
Die Ifingerhütte (italienisch Rifugio Picco Ivigna) ist eine Schutzhütte der Sektion Meran des Club Alpino Italiano (CAI) in den Sarntaler Alpen in Südtirol in Italien.

## Lage und Umgebung
Die Ifingerhütte befindet sich am Westhang des Ifinger auf 1815 m s.l.m. Höhe im Gebiet der Gemeinde Schenna. Um den namensgebenden Berg über den Normalweg zu besteigen, muss man ihn zunächst über die Ifingerscharte südlich umgehen bis zur östlich vom Gipfel gelegenen Oswaldscharte. Von hier führt sowohl ein Weg auf den Ifinger als auch Richtung Nordosten auf die Verdinser Plattenspitze. Von der Hütte aus erreicht man auf einem nach Süden führenden Weg auch die 2255 m hohe Lauwand, eine Erhebung im vom Ifinger nach Südwesten führenden Kamm.

## Geschichte
Die Ifingerhütte wurde 1913 von der Sektion Meran des Touristenvereins „Die Naturfreunde“ (TVN) errichtet und 1914 eingeweiht. Nach dem Ersten Weltkrieg, in dessen Folge Südtirol von Italien annektiert wurde, enteignete der Staat den Besitzer und übergab die Hütte der Sektion Meran des Club Alpino Italiano (CAI).

## Karten
- Tabacco-Karte, Blatt 40: Sarntaler Alpen, ISBN 978-88-83150548.